# Battlefield Play4Free
Battlefield Play4Free var ett förstapersonsskjutspel från Electronic Arts. Spelet annonserades den 5 november 2010 och gick in i stängd beta den 30 november samma år. Den 4 april 2011 gick spelet in i öppen beta och blev tillgängligt för alla.
Servrarna till spelet, samt flera andra gratisspel utgivna av EA, stängdes ner 14 juli 2015.
Som namnet antyder var spelet gratis. Det använde sig av samma finansieringsmodell som Battlefield Heroes och drog in pengar genom annonser och mikrobetalningar. Mikrobetalningarna bestod av spelfördelar och andra anpassningar till spelarnas karaktärer.

## Gameplay
Precis som många tidigare spel i Battlefield-serien utspelade sig Battlefield Play4Free i modern sättning, men lade mer fokus på att spelupplevelsen skulle vara realistisk än tidigare spel. Spelet använde sig av modifierade Battlefield 2-kartor och Battlefield: Bad Company 2:s vapen och klasser i kombination med Battlefield Heroes spelmodell. Även 16 olika fordon fanns att spela.

## Utveckling
Utvecklingen av Battlefield Play4Free började i januari 2010, med ett fullt arbetslag jobbande på det sedan augusti 2010. Spelet annonserades den 5 november 2010 och gick in i stängd test av en betaversion den 30 november 2010.
Den 31 mars 2011 fick alla spelare av Battlefield 1943, Battlefield: Bad Company och Battlefield: Bad Company 2 tillgång till spelet. Två dagar senare fick alla som följde Easy Studios-utvecklarna på Twitter och Facebook betanycklar. Ytterligare två dagar senare, den 4 april 2011, gick spelet in i öppen beta och blev tillgängligt för alla. Övergången till öppen beta skedde stegvis så att Battlefield Play4Frees spelservrar och webbplats inte skulle överbelastas.